# Ethnischer Proporz (Südtirol)
Der ethnische Proporz (italienisch proporzionale etnica, ladinisch proporz etnich) ist eine durch das Autonomiestatut begründete gesetzliche Regelung, die in Südtirol bei der Vergabe von Arbeitsplätzen im öffentlichen Dienst, bei der Verteilung von öffentlichen Sozialleistungen und von Budgetmitteln der Landesverwaltung zur Anwendung kommt. Der ethnische Proporz garantiert eine proportionale Berücksichtigung der drei gesetzlich anerkannten Sprachgruppen (deutsch, italienisch, ladinisch) gemäß der in Sprachgruppenerhebungen festgestellten Stärke.
Für eine Bewerbung um ein Anstellungsverhältnis im öffentlichen Dienst oder eine Inanspruchnahme von manchen Sozialleistungen durch den Bürger ist eine persönliche Sprachgruppenzugehörigkeitserklärung bzw. Sprachgruppenzuordnungserklärung gesetzlich vorgeschrieben. Der ethnische Proporz beruht in seiner heutige Form im Wesentlichen auf einer die Materie regelnden Durchführungsbestimmung aus dem Jahr 1976, die nach dem staatlichen Zensus 1981 ihre volle Wirkkraft erlangte. Die Stärke der Sprachgruppen wird seither regelmäßig erhoben; 2024 erklärten sich 68,61 % der Südtiroler der deutschen Sprachgruppe, 26,98 % der italienischen Sprachgruppe und 4,41 % der ladinischen Sprachgruppe zugehörig bzw. zuordenbar, wobei von der Berechnungsgrundlage die ungültigen Erklärungen und die ansässigen Ausländer ausgenommen blieben.
In etwas geänderter Form (nicht auf der Grundlage von Sprachgruppenerhebungen, sondern Wahlergebnissen) kommen proportionale Verteilungsschlüssel nach Sprachgruppen auch bei der Besetzung politischer Ämter zum Einsatz.

## Anwendungsbereiche
Der Proporz gilt im Allgemeinen für alle Angestellte öffentlicher Körperschaften in Südtirol, also aller Gemeinden, Bezirksgemeinschaften und der Südtiroler Landesverwaltung, aber auch für Angestellte der Region Trentino-Südtirol und des italienischen Staates, die ihren Arbeitsplatz in Südtirol haben. Auch bei Konzessionsunternehmen, die Dienstleistungen von zentraler Bedeutung ausüben, kommt der ethnische Proporz zur Anwendung, so zum Beispiel in den Betrieben der Post und der Eisenbahn.
Sonderregelungen gelten in speziellen Berufsfeldern. Im Bereich der Gerichtsbarkeit ist das Verwaltungsgericht (TAR) von der Proporzreglung dahingehend ausgenommen, als dass es paritätisch (50/50) von Vertretern der deutschen und der italienischen Sprachgruppe besetzt wird. Um möglichen Nicht-Besetzung von wichtigen Arbeitsplätzen (z. B. im Gesundheitsbereich) vorzubeugen, können Arbeitsplatzkontingente der Sprachgruppen zum Teil branchenübergreifend verrechnet werden.
Vom ethnischen Proporz gänzlich ausgenommen sind die rund 4.000 Beamtenstellen des Innen- und Verteidigungsministeriums in Südtirol, zu denen u. a. das Regierungskommissariat, das Polizeipräsidium (Quästur) und sonstige Polizei- und Militäreinrichtungen gezählt werden.

## Geschichte
Das Gebiet des heutigen Südtirol, bis dato Teil des ehemals österreich-ungarischen Kronlandes Tirol, wurde 1918 am Ende des Ersten Weltkriegs von italienischen Truppen besetzt und mit dem Inkrafttreten des Vertrags von Saint-Germain 1920 dem Königreich Italien zugeschlagen. In den 1920er und 1930er Jahren erfolgte ein großflächiger Austausch des altösterreichischen (großteils deutschsprachigen) Beamtenpersonals, welches durchwegs durch italienisches Personal aus anderen Regionen des Landes ersetzt wurde. Diese Italianisierungspolitik, die speziell vom italienischen Faschismus maßgeblich befördert wurde, blieb bis nach dem Ende des Zweiten Weltkriegs wirksam. Das Gruber-De-Gasperi-Abkommen zwischen Italien und Österreich von 1946 garantierte zwar die Gleichbehandlung der deutschsprachigen Südtiroler, faktisch blieben aber bis 1972 über 90 % der Beamtenposten in staatlichen Ämtern Südtirols von italienischsprachigem Personal besetzt (6469 von 7131 Stellen), wobei für das enorme Ungleichgewicht vielschichtige Gründe geltend gemacht werden können – nicht allein Diskriminierung, sondern teils auch die Präferenz deutschsprachiger Südtiroler für andere Wirtschaftssektoren oder unterschiedliche Qualifikationen. Eine ähnliche Verteilung war im Bereich der Sozialwohnungen gegeben, wo im Jahr 1984 (nach Einführung des ethnischen Proporzes) noch 68,4 % der insgesamt 12.024 Sozialwohnungen von Angehörigen der numerisch kleineren (aber privatwirtschaftlich schwächer abgesicherten) italienischen Sprachgruppe bewohnt wurden.
Die Schwierigkeiten bei der Durchsetzung politischer Maßnahmen zur Gleichbehandlung ergaben sich in den ersten Nachkriegsjahrzehnten einerseits aus einer problematischen Datengrundlage, andererseits aus einem Mangel an wirksamen rechtlichen Bestimmungen. Die staatliche Volkszählung 1951 erhob die Stärken der Sprachgruppen nicht rechtswirksam; daher erließ der Südtiroler Landtag 1959 ein Gesetz, das bei den von der Provinz Bozen (Südtirol) vergebenen Arbeitsplätzen ersatzweise die sprachliche Zusammensetzung des Landtags als Grundlage für ein Stellensoll der einzelnen Sprachgruppen heranzog. Die Volkszählungen 1961 und 1971 lieferten Daten zu den einzelnen Sprachgruppen, aber für die staatlichen Arbeitsplätze, die damals noch weitaus zahlreicher waren als jene der Provinz Bozen, gab es weiterhin keine Rechtsgrundlage für proportional nach Sprachgruppen besetzte Stellenpläne. Weiters waren die damals beim Zensus erhobenen Erklärungen zur Sprachgruppe noch anonym-kollektiv. Dadurch ergab sich das Missbrauchspotential, dass eine Person sich beim Zensus als Mitglied einer Sprachgruppe ausweisen konnte, bei einer Stellenbewerbung je nach gesuchtem Profil hingegen einer anderen.
Dies änderte sich in den Jahren nach der Verabschiedung des „Zweiten Autonomiestatuts“ von 1972, das die gesetzlichen und finanziellen Gestaltungsmöglichkeiten Südtirols im Allgemeinen deutlich stärkte, und hinsichtlich des ethnischen Proporzes seither vorsieht, dass alle Stellenpläne der öffentlichen Verwaltung in Südtirol den „Bürgern jeder der drei Sprachgruppen vorbehalten [sind] und zwar im Verhältnis zur Stärke der Sprachgruppen, wie sie aus den bei der amtlichen Volkszählung abgegebenen Zugehörigkeitserklärung hervorgeht“ (Art. 89 Abs. 3). Die gesetzliche Durchführungsbestimmung zum Proporz (D.P.R. Nr. 752/1976) aus dem Jahr 1976 sieht darüber hinaus ein Vorrecht für Kandidaten vor, welche bereits seit mindestens zwei Jahren in Südtirol ansässig sind, und verknüpft Neueinstellungen mit einem zuvor erlangten Zwei- oder Dreisprachigkeitsnachweis. Die Volkszählung 1981 war die erste, bei der die für Stellenbewerbungen notwendigen individuellen Zugehörigkeitserklärungen gesammelt wurden. Sie führte damals zu erheblichen politischen Kontroversen bis hin zu einer dreitägigen Debatte im italienischen Parlament. Anschließend folgten die weit weniger beachteten staatsweiten Volkszählungen von 1991, 2001 und 2011. Da der Staat seit 2018 nur mehr Dauerzählungen durchführt und somit auf die früher alle zehn Jahre angesetzten Vollerhebungen verzichtet, fand die Sprachgruppenzählung 2024 erstmals als vom staatlichen Zensus gesonderte Erhebung statt.

## Sprachgruppenzugehörigkeitserklärung bzw. Sprachgruppenzuordnungserklärung

Geografische Verteilung der Sprachgruppen in Südtirol gemäß der Volkszählung des Jahres 2011

Geografische Verteilung der Sprachgruppen in Südtirol gemäß der Sprachgruppenzählung des Jahres 2024

Anlässlich der Volkszählung müssen alle in Südtirol wohnhaften Bürger, die das 14. (vormals 18.) Lebensjahr vollendet haben und nicht wegen Geisteskrankheit entmündigt sind, eine persönliche Erklärung abgeben, mit der sie
- die Zugehörigkeit oder
- Zuordnung zu einer der drei Sprachgruppen

bekannt geben (Dekret des Präsidenten der Republik Nr. 752/1976, abgeändert mit gesetzesvertretendem Dekret Nr. 99/2005).
Der 1991 erstmals zugelassene Modus der Zuordnung zu einer Sprachgruppe wurde für jene Personengruppen vorgesehen, die sich zu keiner der drei anerkannten Sprachgruppen bekennen möchten. Seine Einführung wurde notwendig, um Normkonflikte mit dem Prinzip des freien Dienstleistungsverkehrs im EU-Binnenmarkt zu verhindern. Gleichzeitig trägt er der notwendigen Integration von Migranten aus außereuropäischen Ländern Rechnung und eröffnet Südtirolern, die sich mehreren Sprachmilieus zugehörig fühlen, eine sprachlich abgeschwächte Erklärungsvariante. Juridisch ist die Zuordnung der Zugehörigkeit faktisch gleichgestellt.
Eine abgegebene Sprachgruppenzugehörigkeitserklärung bzw. Sprachgruppenzuordnungserklärung hat zehn Jahre Gültigkeit (bis zur nächsten Erhebung). Seit 2005 ist es möglich, die persönliche Zugehörigkeits- bzw. Zuordnungserklärungerklärung der letzten Zählung durch eine sogenannte Ad-hoc-Erklärung abzuändern. Um Missbrauch vorzubeugen, tritt die Änderung erst zwei Jahre nach Abgabe der Abänderungserklärung in Kraft. Die Einführung der Ad-hoc-Erklärung wird auch als Grund angesehen, der 2011 zu einem erstmaligen Ausbleiben von sozialen Spannungen zwischen den Sprachgruppen im Vorfeld der periodischen Volkszählungen geführt hat.
| Sprache     | 1981  | 1991  | 2001  | 2011  | 2024  |
| ----------- | ----- | ----- | ----- | ----- | ----- |
| Deutsch     | 66,40 | 67,99 | 69,15 | 69,41 | 68,61 |
| Italienisch | 29,38 | 27,65 | 26,47 | 26,06 | 26,98 |
| Ladinisch   | 04,21 | 04,36 | 04,37 | 04,53 | 04,41 |

Als Berechnungsgrundlage galten dabei jeweils nur die gültigen Erklärungen für eine der drei Sprachgruppen. Nicht berücksichtigt wurden im Jahr 1981 die ansässigen Inländer ohne gültige Erklärung der Sprachgruppenzugehörigkeit und die ansässigen Ausländer; in den Jahren 1991, 2001, 2011 und 2024 blieben die ungültigen Erklärungen, die zeitweilig abwesenden Personen und die ansässigen Ausländer unberücksichtigt; für die Zählung 2024 wurden zum Stichtag 483.981 erklärungsberechtigte italienische Staatsbürger in Südtirol ausgemacht, von denen 450.373 (93,06 %) gültige Erklärungen abgaben, die zur Berechnung herangezogen wurden.

## Ethnischer Proporz in der Politik
Politische Ämter in den Exekutivorganen der Autonomen Provinz Bozen – Südtirol und der Autonomen Region Trentino-Südtirol müssen gemäß Autonomiestatut nach proportionalen Verteilungsschlüsseln vergeben werden. Die Besetzung der Südtiroler Landesregierung und Regionalregierung Trentino-Südtirol mit Mitgliedern der verschiedenen Sprachgruppen ist dabei jedoch nicht von den Volkszählungen abhängig, sondern von den Sprachgruppenzugehörigkeitserklärungen bzw. Sprachgruppenzuordnungserklärungen der in der jeweiligen Legislaturperiode gewählten Abgeordneten. Wenn beispielsweise 70 % aller Südtiroler Landtagsabgeordneten einer Legislaturperiode deutschsprachig sind, dann müssen auch 70 % der Mitglieder der Landesregierung deutschsprachig sein. Ursprünglich galt dieser Verteilungsschlüssel für die deutsche, italienische und ladinische Sprachgruppe. Da die ladinische Sprachgruppe nur über ein verhältnismäßig geringes Wählerpotential verfügt, verfehlte sie meist die nötige Zahl an Abgeordneten, um eine Vertretung in der Landesregierung und der Regionalregierung beanspruchen zu können. Dies änderte sich mit dem Inkrafttreten des Verfassungsgesetzes Nr. 2/2001, das eine Vertretung der Ladiner abweichend von ihrer proportionalen Stärke unter den Abgeordneten in der Landesregierung möglich und in der Regionalregierung zur Pflicht machte.
Nach demselben Prinzip kommen proportionale Verteilungsschlüssel auch auf der Ebene der Gemeinden zur Anwendung. Bei der Bildung von Gemeindeausschüssen bzw. Stadträten muss die Verteilung der Sprachgruppenzugehörigkeitserklärungen bzw. Sprachgruppenzuordnungserklärungen der in der jeweiligen Amtsperiode gewählten Gemeinderäte verhältnismäßig berücksichtigt werden. Dabei hat jede Sprachgruppe, die in einem Gemeinderat mit mindestens zwei Mitgliedern vertreten ist, das Anrecht auf Vertretung im Gemeindeausschuss bzw. Stadtrat.

## Kritik
Der ethnische Proporz wurde zunächst in erster Linie von italienischsprachiger Seite kritisiert, da ein Großteil der Arbeitsplätze im öffentlichen Dienst bis zur Einführung des Proporzsystems von italienischsprachigen Südtirolern besetzt worden war. Die Regelung des ethnischen Proporzes entzog der großteils urbanen italienischsprachigen Bevölkerung Südtirols schlagartig einen erheblichen Teil ihrer ursprünglichen Erwerbsmöglichkeiten, während sich für die in Landwirtschaft, Handel und Tourismus verwurzelte deutschsprachige Bevölkerung durch den ethnischen Proporz zusätzliche Erwerbsmöglichkeiten eröffneten.
Kritik von deutschsprachiger Seite formulierten zu Beginn der 1980er-Jahre vor allem die Vertreter der Neuen Linken/Nuova Sinistra, insbesondere deren Spitzenexponent Alexander Langer. Die Neue Linke warnte vor einer Zunahme sozialer Spannungen zwischen den Sprachgruppen, die durch die ökonomischen Auswirkungen des ethnischen Proporz faktisch ausgelöst wurden, und an den Wahlerfolgen der italienischen Neofaschisten (Movimento Sociale Italiano) ab 1985 eindeutig abgelesen werden konnten. Alexander Langer setzte der Politik des ethnischen Proporzes ein interethnisches Konzept entgegen, das die Grundlage für ein friedliches Zusammenleben der verschiedenen Sprachgruppen in Südtirol bilden sollte, und im Gegensatz zum trennenden Proporz das Prinzip der Mehrsprachigkeit (u. a. in zweisprachigen Familien) in den Vordergrund rückte.
Mit zunehmender Praktizierung des ethnischen Proporzes wurde auch die damit einhergehende Tendenz zur negativen Auslese von öffentlichem Personal kritisiert. Aufgrund dessen, dass Bewerber primär nach ethnischen Kriterien (deutsch, italienisch, ladinisch) und erst daran anschließend nach fachlichen Voraussetzungen selektiert werden, konnten einige Arbeitsplätze (z. B. im Gesundheitsbereich) nicht immer mit dem fachlich bestausgewiesenen Bewerber besetzt werden. In Extremfällen mussten dringend zu besetzende Arbeitsplätze (z. B. Facharztstellen) trotz facheinschlägiger Bewerber sogar unbesetzt bleiben. Diese Erfahrung hat nach mehreren Jahren schließlich zu einer partiellen Aufweichung des ethnischen Proporzes in ausgewählten Berufssparten geführt.